# احتجاجات أسبوع التنصيب في الولايات المتحدة 2021

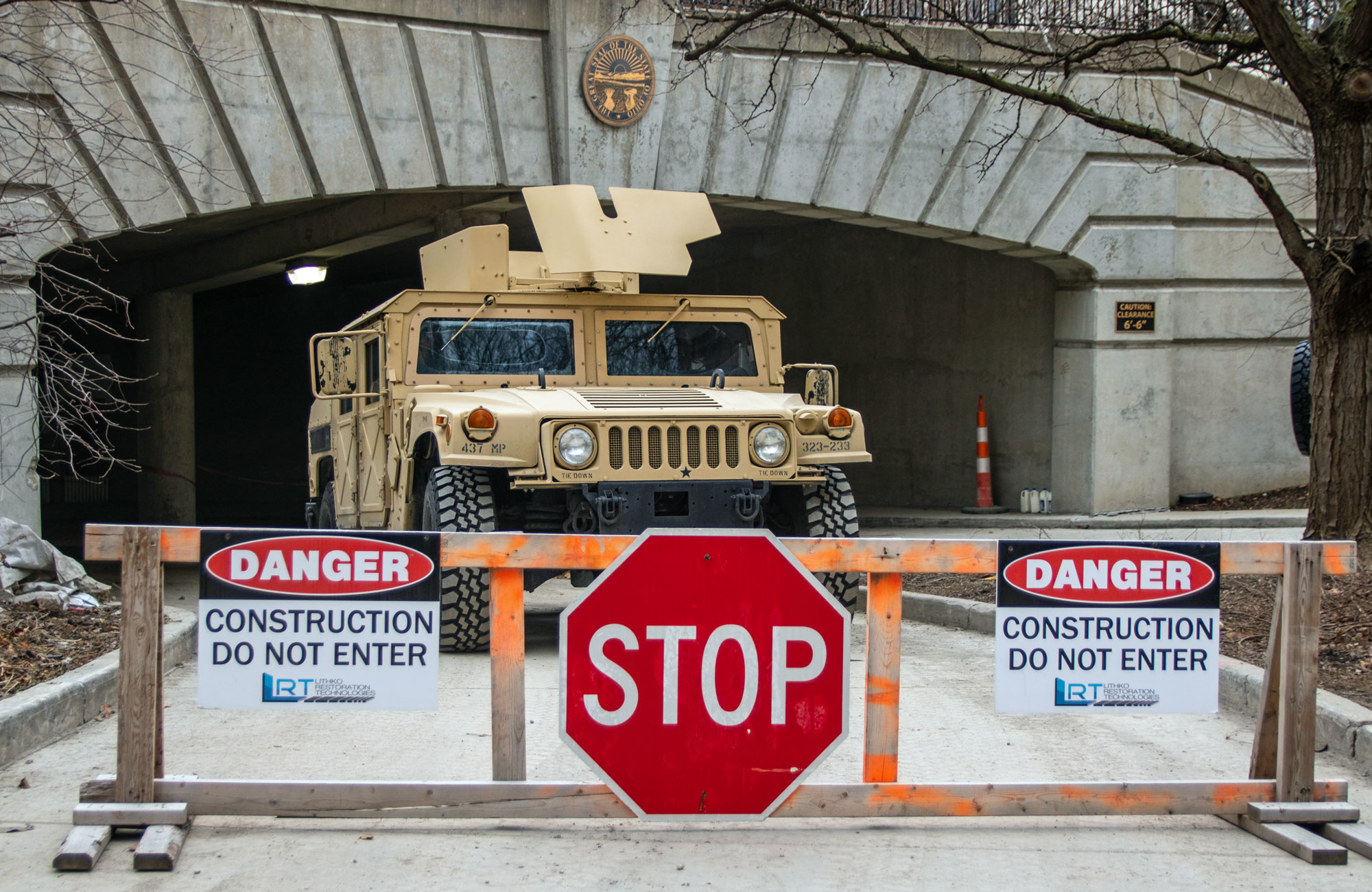

كانت احتجاجات أسبوع التنصيب في الولايات المتحدة عام 2021 احتجاجات مسلحة مصغّرة ومظاهرات قام بها أنصار دونالد ترامب، الرئيس الخامس والأربعين للولايات المتحدة، والتي حدثت في الكابيتولات الحكومية الأمريكية في الأيام التسعة التي سبقت تنصيب جو بايدن في 20 يناير عام 2021، اعتراضًا على نتائج الانتخابات الرئاسية الأمريكية لعام 2020، والتي استمرت بعد فشل محاولات العنف في 6 يناير التي هدفت إلى قلب الانتخابات لصالح ترامب. فشلت الجماعات الموالية لترامب في تنظيم معارضة منظمة أو التأثير على انتقال السلطة.
أدت المخاوف من الاحتجاجات العنيفة بعد التحذير الذي أصدره مكتب التحقيقات الفيدرالي في 11 يناير إلى التشدد في الإجراءات الأمنية في كابيتولات الولايات ومبنى الكابيتول في الولايات المتحدة، الذي اتُخذ مكانا لمراسم أداء القسم الرئاسي. أجري المزيد من عمليات المراقبة وتواجد الشرطة، وإغلاق المباني العامة، وحظر التجول، وضع السياج المؤقت، وغير ذلك من التدابير الأمنية استجابةً للتهديد الأمني. وضع مبنى كابيتول الولايات المتحدة تحت حماية عناصر الحرس الوطني الأمريكي، وطبق الأمر ذاته في 19 ولاية على الأقل، لحماية كابيتولات الولايات.
تضمنت الاحتجاجات مشاركة مليشيات يمينية متطرفة تتبع الليبرتارية اليمينية، والفاشية الجديدة، والنازيون الجدد، وأتباع فكرة سيادة البيض، وغيرها من الأيديولوجيات القومية المتطرفة أو اليمينية، بالإضافة إلى أعضاء حزب الفهود السود الجدد، واتباع نظرية كيو أنون، وحركة بوغلو. في 31 يناير عام 2021، نشرت صحيفة نيويورك تايمز ملخصات مفصلة عن محاولات تخريب الانتخابات الرئاسية وتنصيب جو بايدن.

## الخلفية
بعد إجراء الانتخابات الرئاسية الأمريكية لعام 2020 بين الرئيس دونالد ترامب والمنافس الديموقراطي جو بايدن، أصبح فوز بايدن واضحًا، وفي 14 ديسمبر صوت المجمع الانتخابي على إضفاء صفة رسمية على فوز بايدن. طعن ترامب وحملته الرئاسية وحلفاؤه، قبل الانتخابات وبعدها، في شرعية الانتخابات وادّعوا بلا أساس حدوث تزوير انتخابي واسع النطاق. قدم ترامب وحلفاؤه عشرات الطعون القانونية على النتائج، لكن المحاكم وجدت أن مزاعمه لا تمتلك أي أساس حقيقي أو قانوني. كما دحض مسؤولو الانتخابات في الولاية مزاعمه التي لا أساس لها بشأن حدوث عمليات تزوير واسعة النطاق.
شارك المتظاهرون المؤيدون لترامب في مظاهرات متعددة في واشنطن العاصمة وعواصم الولايات وأماكن أخرى على مستوى البلاد منددين بنتائج الانتخابات ومرددين مزاعم ترامب بشأن تزوير الانتخابات. حدثت اشتباكات ليلية في شهري نوفمبر وديسمبر عام 2020واشتباكات في الشوارع في العاصمة واشنطن بين أنصار ترامب الذين رفضوا تقبل هزيمة الرئيس، بما في ذلك جماعة براود بويز ومتظاهرون مضادون.
في 6 يناير عام 2021، عندما اجتمع الكونغرس الأمريكي للمصادقة على الأصوات الانتخابية في الانتخابات الرئاسية، اقتحم أنصار ترامب مبنى الكابيتول الأمريكي في محاولةٍ لمنع فرز الأصوات والاحتجاج على فوز بايدن، الأمر الذي سُبق بخطاب مبكر لترامب دعاهم فيه للاحتجاج على النتائج ودعم أولئك الذين يعارضون فوز بايدن. دخل المتظاهرون بشكل غير قانوني مبنى الكابيتول الأمريكي وتجمعوا على واجهتيه الشرقية والغربية، بما في ذلك على المنصة الافتتاحية التي شيّدت لتنصيب جو بايدن في 20 يناير المقبل.
لقي أحد ضباط شرطة الكابيتول وأربعة من مثيري الشغب مصرعهم، وعُثر على قنبلتين أنبويتين في المباني المجاورة. وتوفي ضابط شرطة آخر في الكابيتول منتحرًا بعد عدة أيام، كان على رأس عمله أثناء أعمال الشغب. في الساعات الأولى من صباح يوم 7 يناير، تم التصديق على الأصوات الانتخابية، وأصدر ترامب بيانًا قال فيه أن انتقال السلطة سيكون «انتقالًا منظمًا» في يوم التنصيب. وعُزل ترامب للمرة الثانية بتهمة «التحريض على العصيان».
انتشرت كلمة «مسيرة المليشيا المليونية» و «مسيرة المليون شهيد» في محادثات عبر الإنترنت بين أناس مرتبطين بالاحتجاجات في ذكرى آشلي بابيت، أحد مؤيدي ترامب الذي قُتل برصاصة خلال اقتحام مبنى الكابيتول.

### تحذيرات مكتب التحقيقات الفدرالي
في 11 كانون الثاني (يناير) 2021، أصدر مكتب التحقيقات الفيدرالي بيانًا يحذر فيه من التخطيط للقيام باحتجاجات نظمها المتظاهرون المسلحون المؤيدون لدونالد ترامب والمشككين بنتائج الانتخابات الرئاسية لعام 2020 في جميع عواصم الولايات الأمريكية وفي العاصمة واشنطن في 20 يناير 2021 يوم تنصيب جو بايدن وخلال الأسبوع الذي يسبقه، وصدرت التحذيرات بعد اقتحام مبنى الكابيتول الأمريكي ودعوى العزل الثانية للرئيس الأمريكي دونالد ترامب. أفادت الأنباء أن أعضاء منتديات الإنترنت اليمينية المتطرفة خططوا لمسيرات مسلحة في جميع عواصم الولايات. نظمت بعض المجموعات أيضًا على منصات التواصل الاجتماعي مثل فيس بوك، وتويتر، وتطبيقات التواصل ذات التقنية البديلة مثل تيليغرام، وغاب، وبارلر. وجدت الدردشة التي حصلت عليها وكالات تطبيق القانون أن المشاركين خططوا «لاقتحام» المكاتب الحكومية مثل المباني الإدارية الفيدرالية والمباني الإدارية على مستوى الولايات، استجابةً لتصديق كونغرس الولايات المتحدة رقم 117 على نتائج فرز أصوات المجمع الانتخابي الأمريكي للانتخابات الرئاسية في 6 يناير عام 2021. نظمت الاحتجاجات في الأيام التي سبقت تنصيب بايدن، حيث خطط «لمسيرة الميليشيا المليونية» في 20 يناير. أفاد مكتب التحقيقات الفيدرالي أن الاحتجاجات من المحتمل أن تحدث في الكابيتول الوطني في الفترة بين 17 إلى 20 يناير، وفي كابيتولات الولايات بين 16 إلى 20 يناير. كان اليوم العشرين هو يوم التنصيب، في حين كان اليوم السابع عشر تاريخًا رمزيًا لأتباع مؤامرة كيو أنون، حيث أن «كيو» هو الحرف السابع عشر من أحرف الأبجدية.

## واشنطن العاصمة
بُذلت جهود كبيرة لردع الناس عن زيارة العاصمة واشنطن خلال أسبوع التنصيب خوفًا من تضخم التجمعات. أدى هذا إلى تعزيز الاجراءات الأمنية في المدينة. ونبهت لجنة تنصيب بايدن ولجنة الكونجرس المشتركة لمراسم التنصيب الناس على عدم التجمع في المدينة لحضور المراسم. ونبهت عمدة المدينة موريل بوزر السيّاح على عدم زيارة المدينة خلال أسبوع الأحداث وطالبت برفض جميع تصاريح التظاهر التي تعالج في وزارة الداخلية.
بالإضافة إلى ذلك، ألغت إير بي إن بي جميع الحجوزات في المدينة، ومنعت شركات الطيران الكبرى المسافرين القادمين من فحص الأسلحة النارية من السفر على متن طائراتها، ودعا اتحاد عمال الفنادق المحلي الفنادق إلى أن يقتصر نزلاؤهم على الأشخاص المعنيين بتوفير الإجراءات الأمنية خلال التنصيب، والعديد من محطات المترو، ومواقف السيارات، وطرق الحافلات حول مبنى الكابيتول ستُغلق أو يُغير مسارها. عُّلقت خدمات شركة قطارات مارك وشركة فرجينيا ريلوي اكسبريس لركاب السكك الحديدة من ضواحي ماريلاند وفيرجينيا، على التوالي، في يوم التنصيب وفي الأيام التي سبقته. أصدرت شركة أمتراك تحذيرًا من السفر ضمن العاصمة واشنطن وزادت الاجراءات الأمنية، مع إيقافها لخدمة السكك الحديدية الإقليمية في المنطقة الشمالية الشرقية عن العمل من جنوب واشنطن العاصمة إلى فيرجينيا في يومي 19 و20 يناير. سيُعاد فتح جسر ثيودور روزفلت، وجسر أرلينغتون التذكاري، وجسور الشارع الرابع عشر فوق نهر بوتوماك في 21 يناير بعد أيام من الإغلاق، بينما أغلق نصب واشنطن التذكاري من قبل إدارة المنتزهات الوطنية حتى 24 يناير.
خُطط في البداية لحشد عشرة آلاف جندي من الحرس الوطني في العاصمة من أجل الاحتجاجات، رفع البنتاغون العدد ليصل إلى أكثر من 20 ألفًا، وأجاز استخدام القوة القاتلة، في 14 يناير تقريبًا. قَدِمت القوات المسلحة من 46 ولاية أمريكية وثلاثة أقاليم.